# حزب ضد دولت
حزب ضد دولت یک جناح سیاسی غیررسمی در ایالات متحده به رهبری جیمز مدیسون و توماس جفرسون بود که با سیاست‌های الکساندر همیلتون وزیر خزانه‌داری وقت در اولین دوره ریاست جمهوری جورج واشنگتن مخالفت بود. این نه یک حزب سیاسی سازمان‌یافته که یک جناح غیرسازمان‌یافته بود. اکثر اعضا در سال 1788 ضدفدرالیست بودند که با تصویب قانون اساسی ایالات متحده مخالف بودند. با این حال، وضعیت حزب روان بود؛ با اعضایی که به آن می‌پیوستند و از آن جدا می‌شدند. 

## تاریخ
در کنوانسیون قانون اساسی در سال 1787 و در طول فرآیند تصویب در سال 1788، مدیسون یکی از برجسته ترین حامیان  دولت ملی کوچکتر بود. او اسناد فدرالیستی را به همراه همیلتون و جان جی نوشت. در سال‌های 1789 و 1790 مدیسون رهبر حمایت از یک دولت فدرال جدید با اختیارات محدود بود. 